# Béon (Yonne)
Béon je francouzská obec v departementu Yonne v regionu Burgundsko-Franche-Comté. V roce 2011 zde žilo 523 obyvatel.

## Sousední obce
La Celle-Saint-Cyr, Cézy, Champvallon, Chamvres, Joigny, Saint-Romain-le-Preux, Sépeaux, Volgré

## Vývoj počtu obyvatel
Počet obyvatel 